# Ithwiesen
Die Ithwiesen sind ein Naturschutzgebiet in der niedersächsischen Kleinstadt Eschershausen und der Gemeinde Holzen in der Samtgemeinde Eschershausen-Stadtoldendorf im Landkreis Holzminden, in dem Flecken Duingen in der Samtgemeinde Leinebergland im Landkreis Hildesheim und in der Gemeinde Salzhemmendorf im Landkreis Hameln-Pyrmont.
Das Naturschutzgebiet mit dem Kennzeichen NSG HA 213 ist circa 263 Hektar groß. Davon entfallen 195 Hektar auf den Landkreis Holzminden, 67 Hektar auf den Landkreis Hildesheim und 1 Hektar auf den Landkreis Hameln-Pyrmont. Das Naturschutzgebiet ist vollständig Bestandteil des FFH-Gebietes „Ith“ und größtenteils Bestandteil des EU-Vogelschutzgebietes „Sollingvorland“. Im Westen grenzt es an das Naturschutzgebiet „Ith“. Das Gebiet steht seit dem 13. Dezember 2007 unter Naturschutz. Zuständige untere Naturschutzbehörden sind die Landkreise Holzminden, Hildesheim und Hameln-Pyrmont.
Das aus vier Teilflächen bestehende Naturschutzgebiet liegt nordöstlich von Eschershausen zwischen den Mittelgebirgszügen Ith und Hils. Es stellt ein überwiegend durch Grünland geprägtes Gebiet im Niedersächsischen Bergland unter Schutz. Die Flächen auf oft flachgründigen Böden sind durchweg geneigt, teilweise auch steil.

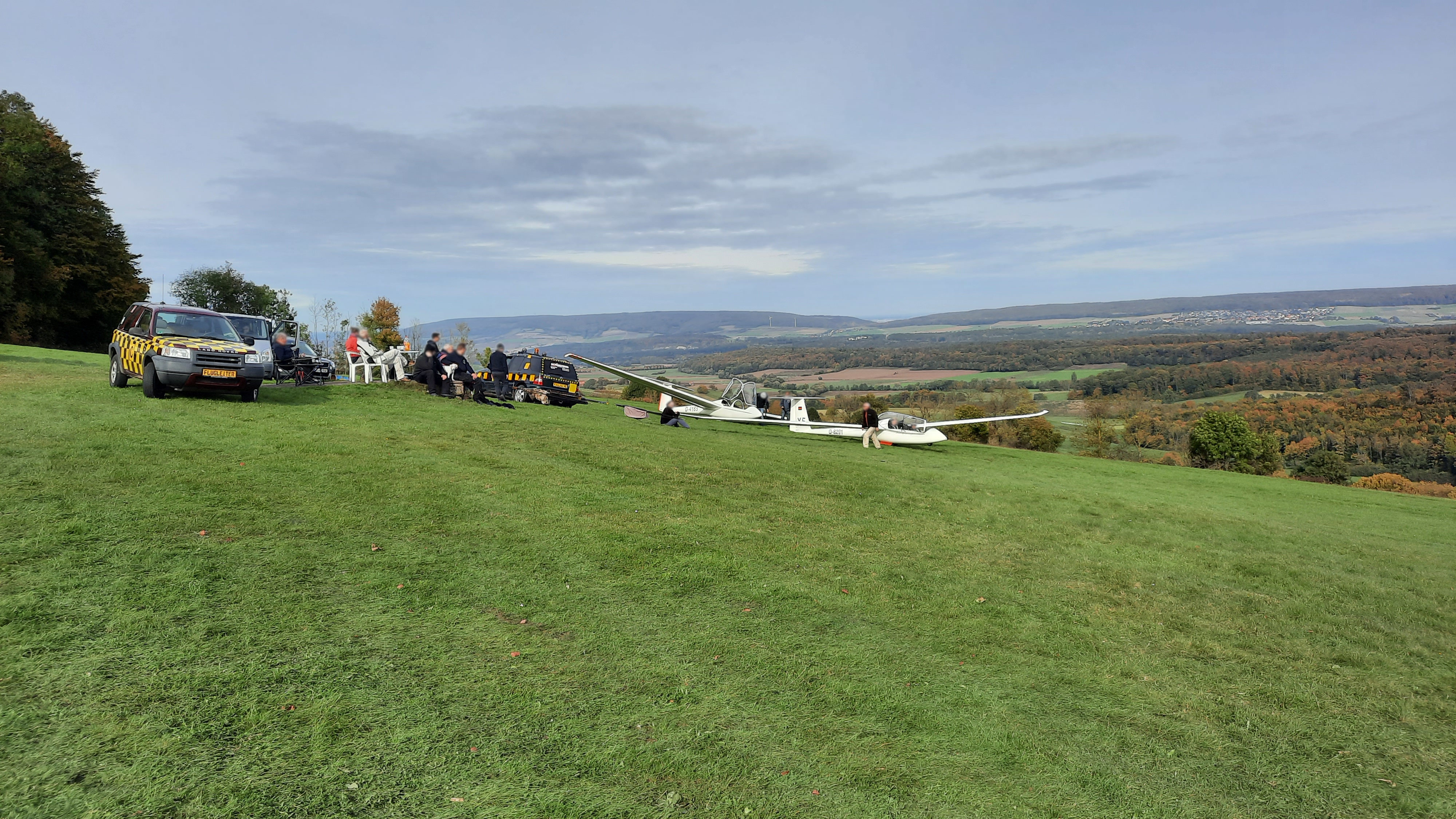
Flugbetrieb auf dem Flugplatz Ithwiesen

Die größte Teilfläche des Naturschutzgebietes liegt zwischen Holzen im Süden und Capellenhagen im Norden. Die kleineren Teilflächen liegen westlich bzw. nördlich von Capellenhagen. Das Naturschutzgebiet ist Lebensraum für zahlreiche an offene Landschaften angepasste Tier- und Pflanzenarten.
Im Süden ist das Gelände des Flugplatzes Ithwiesen in das Naturschutzgebiet einbezogen. Der Betrieb ist durch die Ausweisung des Naturschutzgebietes nicht beeinträchtigt.